# Малый Куйбас
Малый Куйбас — упразднённый посёлок в Агаповском районе Челябинской области. На момент упразднения входил в состав Жёлтинского сельсовета. Исключен из учётных данных в 1981 г.

## География
Располагался на северо-востоке района, вблизи озера Лебяжье, в 4 км (по прямой) к юго-востоку от посёлка Жёлтинский, центра сельсовета. В настоящее время на месте посёлка располагается отвал пустых породы карьера одноимённого месторождения железных руд.

## История
По данным на 1970 год посёлок Малый Куйбас входил в состав Приморского сельсовета.
Исключен из учётных данных решением Челябинского областного Совета народных депутатов от 26 января 1981 года № 41.

## Население
Согласно результатам переписи 1970 года в посёлке проживало 367 человек.